# Puntarenas
Cet article concerne la ville du Costa Rica. Pour la ville du Chili, voir Punta Arenas.
Pour le canton, voir Puntarenas (canton).
Puntarenas, est la capitale et ville principale de la province de Puntarenas, au Costa Rica. Située sur la côte de l'océan Pacifique, elle se distingue par son site exceptionnel, une péninsule étroite entièrement recouverte par le bâti.
Elle est parfois surnommée la Perla del Pacifico (« la Perle du Pacifique ») mais plus souvent el Puerto (« le Port ») puisqu'elle constitue depuis ses origines le port le plus important du pays. Le port de marchandises est situé dans la localité de Caldera, à une vingtaine de kilomètres de la ville-centre qui accueille quant à elle les bateaux de croisière, les ferries et les bateaux de pêche.
Si la ville stricto sensu ne compte que 10 000 habitants environ au début du XXIe siècle, elle est à la tête d'une agglomération de près de 80 000 habitants.

## Toponymie
L'étymologie du nom de Puntarenas est très bien connue : c'est une contraction de l'appellation originelle du site, Punta de Arena, qui signifie tout simplement « pointe de sable ». La première apparition de cette appellation est datée du 13 février 1720 dans un document des Archives Nationales.

## Géographie

### Situation
Puntarenas se trouve sur la côte pacifique du Costa Rica, plus précisément dans le golfe de Nicoya, face à la péninsule de Nicoya dont les côtes se trouvent à une dizaine de kilomètres de celles de la ville. Elle est distante de 80 kilomètres de San José à vol d'oiseau et de 115 kilomètres par la route panaméricaine.

### Site
La péninsule sur laquelle s'est établie Puntarenas présente une longueur de six kilomètres environ pour une largeur comprise entre 200 mètres et 600 mètres. Elle est reliée au continent par un isthme appelé localement Angostura, long d'un kilomètre et large de cinquante mètres laissant seulement la place à la route nationale 17 et à une voie de chemin de fer qui constituent le seul accès terrestre à la ville.

### Quartiers et autres divisions
La ville est divisée en sept quartiers (Angostura, Carmen, Cocal, Fray Casiano, Playitas, Pochote et Pueblo Nuevo). Le district de Puntarenas comprend par ailleurs trois îles (Isla Bejuco, Isla Caballo, Isla San Lucas) et le hameau de Palmar.
Par ailleurs les districts de Chacarita et de El Roble sont considérés comme faisant partie de la ville de Puntarenas.

## Climat
Le climat de Puntarenas est un climat tropical. D'après l'Institut Météorologique National, la ville appartient à la région climatique du Pacifique Nord, connu pour ses deux saisons bien définies, une saison sèche et une saison pluvieuse. Elle est rattachée plus précisément à la sous-région climatique PN2 (Subregión Central del Pacífico Norte), qui présente comme caractéristiques une température maximale moyenne de 33 °C, une température minimale moyenne de 22 °C, une hauteur moyenne annuelle des précipitations de 1 800 mm, un nombre moyen de jours de pluie égal à 97 et une durée de la saison sèche s'élevant à cinq mois (de décembre à avril).
| Mois                                 | Janv | Fév  | Mars | Avr  | Mai   | Juin  | Juil | Août  | Sept  | Oct   | Nov  | Déc  | Année  |
| ------------------------------------ | ---- | ---- | ---- | ---- | ----- | ----- | ---- | ----- | ----- | ----- | ---- | ---- | ------ |
| Températures minimales moyennes (°C) | 20,2 | 21,8 | 22,3 | 23,3 | 23,2  | 22,9  | 22,4 | 22,3  | 22,4  | 21,9  | 21,7 | 21,0 | 22,1   |
| Températures maximales moyennes (°C) | 33,5 | 34,4 | 34,7 | 35,1 | 33,3  | 31,2  | 32,2 | 31,9  | 31,6  | 31,3  | 32,3 | 32,2 | 32,8   |
| Précipitations (mm)                  | 9,6  | 2,0  | 3,1  | 26,1 | 198,9 | 171,7 | 78,3 | 150,4 | 269,8 | 251,6 | 71,4 | 26,5 | 1259,4 |
| Nombre de jours de pluie             | 3    | 2    | 1    | 2    | 14    | 17    | 16   | 17    | 22    | 20    | 13   | 5    | 132    |

## Histoire
Selon les archives, le site de Puntarenas fut utilisé comme port d'embarquement et de débarquement pour la première fois le 17 mai 1765, utilisation faite par Miguel Antonio de Unanué qui était alors le propriétaire de l'exploitation agricole connue aujourd'hui sous le nom de « El Palmar ». Cependant, ce n'est qu'en 1797 qu'est construite la première douane donnant à ce port son caractère officiel.
Avant l'indépendance du Costa Rica en 1821, dont le gouverneur était Tomás de Acosta, celui-ci sollicita la Real Audiencia de Guatemala pour déclarer Puntarenas comme le port principal du Costa Rica. Grâce à l'intervention du prêtre Florencio del Castillo et de Tomás Acosta et avec le consentement des rois catholiques d'Espagne, Puntarenas se proclame « Puerto Mayor » le 21 septembre 1814. En juillet 1815, le gouverneur de Cartago nomma le premier capitaine du port en la personne d'Antonio Figueroa. Mais le souvenir de la destruction par un tsunami du port de Callao au Pérou en 1746 incita les autorités à transférer le port dans la localité de Caldera, où il subsista à peine trois ans.
En 1840, le président Braulio Carrillo Colina fit aménager Puntarenas pour en faire le port de commerce du gouvernement costaricien qui fut proclamé « port franc » par décret no 2 du 5 mars 1847.
En 1845, une loi ordonna l'édification d'un ermitage dont le saint-patron était Antoine de Padoue et qui fut dédié en 1889 au Sacré-Cœur. La paroisse a été érigée en 1850, elle dépend actuellement du diocèse de Tilarán de la province ecclésiastqiu du Costa Rica.
En 1848, à l'époque de fondation de la République, Puntarenas était seulement une contrée. Elle est proclamée comme ville le 17 septembre 1858 sous le mandat du président Juan Rafael Mora Porras.
Le 13 septembre 1975, un bus effectuant le service régulier entre El Roble et Puntarenas se précipita dans le lac, au niveau de l'isthme, du fait de l'éclatement d'un pneu, provoquant la mort de 50 passagers qui se trouvaient à bord.

## Démographie
En 2006, la population du district de Puntarenas, correspondant à la partie péninsulaire de l'agglomération, était estimée à 11 044 habitants. L'essentiel de la population est en fait concentré dans les districts de Chacarita, Barranca et de El Roble (la partie continentale de l'agglomération) qui étaient estimés respectivement à 19 553, 31 095 et 14 042 habitants en 2006, formant ainsi un ensemble urbain de 70 000 à 80 000 habitants.
| Districts  | Population 2000       | Population 2007 |
| Puntarenas | 9 559                 | 11 111          |
| Barranca   | 33 493                | 31 573          |
| Chacarita  | 23 163                | 19 816          |
| El Roble   | district créé en 1999 | 14 231          |
| Total      | 66 215                | 76 731          |

## Éducation
Puntarenas abrite l'antenne du Pacifique (Sede del Pacifíco) de l'université du Costa Rica (UCR) : elle propose notamment des enseignements en informatique, tourisme écologique, direction d'entreprises, soins infirmiers, ingénierie électrique, enseignement de l'anglais.

## Santé
L'hôpital de la ville, dénommé Hospital Monseñor Sanabria, se trouve dans le quartier San Isidro, dans le district de Chacarita, à environ huit kilomètres du centre-ville.

## Tourisme
La Province de Puntarenas est une des plus puissantes du Costa Rica en ce qui concerne le tourisme et encore plus du Pacifique Sud du pays.
Son importance pour le contexte touristique vient de la qualité de ses plages, ce qui fait d’elle une des premières destinations de soleil et de plage du pays. De plus, elle est considérée comme « Station Balnéaire Nationale» depuis 1940.
Outre les plages, les paysages de Puntarenas offrent un environnement idyllique, comme dans le Refuge de Vie Sauvage Curú, dans la Réserve Biologique Bosque Nuboso Monteverde ou dans les Cascades de Montezuma.
Sa capitale, Puntarenas, offre aussi plusieurs points d’intérêt et qui reflètent les coutumes de ses habitants, comme la Promenade des Touristes, la Cathédrale ou le Parc Mora y Cañas.
La province se détache aussi par sa musique, les “tonadas”, et sa gastronomie, avec des plats typiques comme le “vigorón”, et c’est pour cela qu’elle est une destination importante pour le tourisme culturel et gastronomique.
La Province de Puntarenas a beaucoup de points d’intérêt, comme :
- Chapelle de Notre-Dame del Carmen.
- Réserve Naturelle Cabo Blanco.
- Montezuma.
- Île Tortuga.
- Refugio de Vida Silvestre Curú.
- Parque Marino del Pacífico.
- Montes de Oro.
- Réserve Biologique Bosque Nuboso Monteverde.

## Sport
Le sport est représenté essentiellement par les clubs de football du Puntarenas FC et de l'AD Municipal Puntarenas évoluant dans l'enceinte du stade Miguel "Lito" Pérez d'une capacité de 4 105 spectateurs. Le Puntarenas FC, évoluant actuellement en première division, a notamment été champion d'Amérique centrale en remportant la Copa Interclubes UNCAF en 2006 tandis que le Municipal Puntarenas, évoluant en deuxième division, a été champion du Costa Rica au terme de la saison 1985/1986.

## Jumelages
- Kesennuma (Japon)

## Personnalités
- Rónald Gómez : footballeur né à Puntarenas en 1975.